# Golesh Bluff
Das Golesh Bluff (englisch; bulgarisch връх Голеш wrach Golesch) ist ein 1400 m hohes und vereistes Kliff auf der Trinity-Halbinsel des Grahamlands im Norden der Antarktischen Halbinsel. Es ragt 13,27 km ostsüdöstlich des Poynter Hill, 6,37 km südsüdöstlich der Aureole Hills, 11,7 km südwestlich des Skoparnik Bluff und 12,59 km westlich des Gurgulyat Peak an der Nordseite des Detroit-Plateaus auf. Seine markanten Westhänge liegen oberhalb eines Gletschers, der in nordwestliche Richtung zum Pettus-Gletscher fließt.
Deutsche und britische Wissenschaftler nahmen 1996 die Kartierung des Kliffs vor. Die bulgarische Kommission für Antarktische Geographische Namen benannte es 2010 nach der Ortschaft Golesch im Nordosten Bulgariens.